# الجمعية الأمريكية لجراحة الساد وجراحة العين الانكسارية
الجمعية الأمريكية لجراحة الساد وجراحة العين الانكسارية (اختصارًا ASCRS) وهي تختلف عن المنظمة الشقيقة لها، الجمعية الأمريكية لمديري طب العيون (ASOA)، والتي تهتم بإدارة الأعمال، بما في ذلك سداد التأمين والتسويق، لممارسات طب العيون في الولايات المتحدة. تعقد كلتا الرابطتين اجتماعات أو مؤتمرات سنوية بالإضافة إلى نشر المستجدات.، وهي جمعية مهنية للجراحين المتخصصين في جراحة العيون، ومقرها فيرفاكس بولاية فيرجينيا، تأسست عام 1974.
تنشر الجمعية مجلة شهرية لجراحة الساد والجراحة الانكسارية تسمى(JCRS)، كإنتاج مشترك مع الجمعية الأوروبية لجراحي الساد وجراحي الانكسار (ESCRS).

## الجوائز
منذ عام 1975، تمنح الجمعية ميدالية بنكهورست (بالإنجليزية: Binkhorst medal)‏ سنويًا للأطباء الذين قدموا مساهمات كبيرة في علم وممارسة طب العيون، والتي تتضمن منحة مالية لإعطاء محاضرة بنكهورست.

### قاعة مشاهير طب وجراحة العيون
منذ عام 1999، ضمت الجمعية الأمريكية لجراحة العيون (ASCRS) قاعة مشاهير طب العيون والتي ترشح لها بشكل دوري رواد طب العيون بالإضافة إلى أولئك الذين ألهموا ودعموا وقادوا تطوير طب العيون بشكل كبير.

#### 1999
- خوسيه آي باراكير (1916-1998)
- رامون كاستروفيجو (1904-1987)
- ستيوارت ديوك إلدر (1899–1978)
- جيه دونالد إم جاس (1928-2005)
- تشارلز دي كيلمان (1930-2004)
- أ. إدوارد مومينيه (1913-1998)
- مارشال م. باركس (1918-2005)
- هارولد ريدلي (1907-2001)
- تشارلز ل. شيبنز (1912-2006)
- لورنز إي زيمرمان (1920-2013)

#### 2000
- إرنست فوكس (1851–1930)
- هانز جولدمان (1899-1991)
- ألبريشت فون جريف (1828–1870)
- روبرت ماتشيمر (1933–2009)
- فرانك ب. والش (1895–1978)

#### 2001
- كورنيليوس د.بينكورست (1912-1995)
- ديفيد ج. كوجان (1908-1993)
- سفياتوسلاف ن. فيودوروف (1927-2000)
- هيرمان فون هيلمهولتز (1821–1894)
- جيرد ماير شفيكرث (1920-1992)

#### 2002
- برنارد بيكر (1920-2013)
- جول غونين (1870-1935)
- إدوارد دبليو دي نورتون (1922-1994)[9]
- أرنال باتز (1920–2010)[10]

#### 2003
- دانييل إس آرون روزا (مواليد 1934)
- جواكين باراكير (1927-2016)
- بول أ.تشاندلر (1897-1987)
- وليام ف. هويت (مواليد 1926)
- نورمان جافي (مواليد 1924)
- جول سي ستاين (1896–1981)

#### 2004
- كلايس دوهلمان (مواليد 1922)
- جوناس إس فريدنوالد (1897–1955)
- غوفيندابا فينكاتاسوامي (1918-2006)

#### 2005
- جول فرانسوا (1907–1984)
- غلام أ. بيمان
- روبرت م

#### 2006
- ألجيرنون بي ريس (1896–1981)

#### 2007
- إيدا كارولين مان (1893–1983)

#### 2009
- اندريه الكسندر بالاز
- جاك دافييل

#### 2010
- آلان سي بيرد
- يهوذا فولكمان

#### 2017
- جولابالي ناجيسوارا راو[11]

## منظمات مختصة لجراحة العيون
- الأكاديمية الأمريكية للبصريات
- الجمعية الأمريكية لجراحة العيون التجميلية والترميمية